# 딜라
딜라는 대한민국의 가수다. 2017년 싱글 《꼴통》으로 데뷔했다.

## 방송
- 쇼미더머니 5 (2016) - Top42

## 음반
- 꼴통은 나야 (2017)
- (2018)
- (Feat. Bully Da Ba$tard, Daniel) (2018)
- (2020)